# Egyszínű szajkó
Az egyszínű szajkó (Aphelocoma unicolor) a madarak osztályának verébalakúak (Passeriformes) rendjébe és a varjúfélék (Corvidae) családjába tartozó faj.

## Rendszerezése
A fajt Bernard du Bus de Gisignies belga ornitológus írta le 1847-ben, a Cyanocorax  nembe Cyanocorax unicolor néven.

## Alfajai
- Aphelocoma unicolor guerrerensis (Nelson, 1903) - Délnyugat-Mexikó
- Aphelocoma unicolor concolor (Cassin, 1848) - Délkelet-Mexikó
- Aphelocoma unicolor oaxacae (Pitelka, 1946) - Dél-Mexikó
- Aphelocoma unicolor unicolor (Du Bus de Gisignies, 1847) - Mexikó délkeleti része és Guatemala
- Aphelocoma unicolor griscomi (Van Rossem, 1928) - Honduras és Salvador[2]

## Előfordulása
Mexikó, Guatemala, Honduras, Nicaragua és Salvador területén honos. Természetes élőhelyei a szubtrópusi és trópusi hegyi esőerdők és másodlagos erdők. Állandó, nem vonuló faj.

## Megjelenése
Testhossza 32 centiméter, testtömege 113-153 gramm. Tollazata egységesen kék.
|  |

## Természetvédelmi helyzete
Az elterjedési területe nagyon nagy, egyedszáma nagy és ugyan csökken, de még nem éri el a kritikus szintet. A Természetvédelmi Világszövetség Vörös listáján nem fenyegetett fajként szerepel.